# Richtersveldia columnaris
Richtersveldia columnaris là một loài thực vật có hoa trong họ La bố ma. Loài này được (Nel) Meve & Liede mô tả khoa học đầu tiên năm 2002.